# Arleen Sorkin
Arleen Sorkin (Washington, 14 ottobre 1955 – Los Angeles, 24 agosto 2023) è stata un'attrice, doppiatrice e conduttrice televisiva statunitense, principalmente nota per aver interpretato Calliope Jones nella soap opera Il tempo della nostra vita e per aver ispirato, con quella stessa interpretazione il personaggio di Harley Quinn, del quale è stata poi anche la prima interprete, dandole la voce nella serie Batman e in numerose altre opere correlate.

## Biografia
Nata a Washington, Arleen Sorkin iniziò la sua carriera nel cabaret alla fine del 1970 e all'inizio del 1980 come membro del gruppo comico The High-Heeled Women, accanto a Mary Fulham, Tracey Berg, e Cassandra Danz. In seguito fu co-conduttrice del game show America's Funniest People. Scrisse anche per I favolosi Tiny.
Fu d'ispirazione allo scrittore Paul Dini, suo vecchio compagno del college, per la creazione di Harley Quinn, noto personaggio della DC Comics. Dini ideò il personaggio dopo aver visto Arleen Sorkin vestita da pagliaccio in una sequenza, ambientata in un sogno, della soap opera Il tempo della nostra vita. Sarà proprio lei a doppiare Harley Quinn nella serie animata Batman (1992-1995) e in numerosi altri media. Si ritirò dalle scene a maggio del 2011, e per il ruolo di Harley Quinn dal videogioco dello stesso anno Batman: Arkham City in poi sarà sostituita dalla doppiatrice Tara Strong, già in precedenza doppiatrice di Batgirl e altri personaggi femminili all'interno del DCAU.
È morta nel 2023 a causa di complicazioni dovute a polmonite e sclerosi multipla, delle quali soffriva e hanno influito al suo ritiro dalle scene.

## Vita privata
Dal 1995 Arleen Sorkin è stata sposata con lo sceneggiatore e produttore televisivo Christopher Lloyd, con il quale ha avuto due figli, Eli e Owen.

## Filmografia

### Film
- Una poltrona per due (1983) – (non accreditato)
- Odd Jobs (1986)
- Paul Reiser Out on a Whim (1987)
- Oscar - Un fidanzato per due figlie (1991)
- Ted & Venus (1991) – Marcia
- I Don't Buy Kisses Anymore (1991) – Monica
- Perry Mason: The Case of the Killer Kiss (1993) - Peg Ferman

### Televisione
- Il tempo della nostra vita (1984-1990, 1992, 2006, 2010) – Calliope Jones
- From Here to Maternity (1985) – Judy
- The New Hollywood Squares (1986-1989) – membro della giuria
- The New Mike Hammer (1987) – Traci Baskin
- Duetto (1987–1989) – Geneva
- Open House (1989) – Geneva
- Family Feud (1989) – se stessa[8]
- Dream On (1990) – Donna di Angelo
- Room for Romance (1990)
- America's Funniest People (1990-1992) – Co-conduttrice

### Doppiatrice

#### Serie animate
- Tazmania (1991) – Veronica
- Batman (1992–1994) – Harley Quinn/Harleen Quinzel
- Superman (1997) – Harley Quinn/Harleen Quinzel
- Batman - Cavaliere della notte (1997–1999) – Harley Quinn/Harleen Quinzel
- Gotham Girls (2000–2002) – Harley Quinn/Harleen Quinzel
- Static Shock (2003) – Harley Quinn/Harleen Quinzel
- Justice League (2003) – Harley Quinn/Harleen Quinzel
- Frasier (2004) – Rachel, vari

### Film d'animazione
- Batman: La maschera del Fantasma (1993) – Ms. Bambi
- It's Pat (1994) - se stessa
- Batman of the Future: Il ritorno del Joker (2000) – Harley Quinn/Harleen Quinzel
- Comic Book: The Movie (2004) – Ms. Q